# Liss-Abborrtjärnen (Ockelbo socken, Gästrikland, 675019-153526)
Liss-Abborrtjärnen är en sjö i Ockelbo kommun i Gästrikland och ingår i Gavleåns huvudavrinningsområde. Sjön har en area på 0,0517 kvadratkilometer och ligger 228,2 meter över havet. Liss-Abborrtjärnen ligger i Skältjärnmuren Natura 2000-område.

## Delavrinningsområde
Liss-Abborrtjärnen ingår i det delavrinningsområde (674979-153578) som SMHI kallar för Mynnar i Gavleåns vattendragsyta. Medelhöjden är 226 meter över havet och ytan är 2,46 kvadratkilometer. Det finns inga avrinningsområden uppströms utan avrinningsområdet är högsta punkten. Vattendraget som avvattnar avrinningsområdet har biflödesordning 2, vilket innebär att vattnet flödar genom totalt 2 vattendrag innan det når havet efter 88 kilometer. Avrinningsområdet består mestadels av skog (50 procent) och sankmarker (32 procent). Avrinningsområdet har 0,05 kvadratkilometer vattenytor vilket ger det en sjöprocent på 2,1 procent.